# Candeias (capoeira)
Pour les articles homonymes, voir Candeias (homonymie).
Le groupe Candeias est un groupe de capoeira qui s'est développé au cours des trente dernières années.
Fondé au Brésil, il est maintenant présent dans de nombreux pays.

## Historique

### Genèse du groupe
Avant d'être le groupe Candeias en tant que tel, le groupe s'appelle « Groupe de Capoeira Anglo-Regional » et l'on y pratique, comme son nom l'indique, aussi bien la capoeira Angola que la capoeira Regional. Il est fondé au club SESC, à Goiânia, (capitale de l’État de Goiás au Brésil) en 1977 par le professeur Carlos Antônio de Jesus (aussi appelé Carlinhos Xuxu, O Empressario). Ses cours s'adressent à des élèves issus des quartiers défavorisés et de la classe moyenne.
En 1978, c'est Mestre Passarinho (de son vrai nom, Juarez Da Silva Guimaraes) qui prend la présidence du groupe, qu'il renomme Groupe de Capoeira São Bento Pequeno. En 1981, Mestre Passarinho souhaite donner au Groupe São Bento Pequeno une orientation différente et quitte le SESC avec une grande partie de ses élèves.
Le Mestre Suino (de son vrai nom, Elto Pereira de Brito), assure la relève, assumant l'intérim de la présidence et réutilisant le nom de groupe Anglo-Regional, provisoirement, avant de formaliser, plus tard, un travail de fond sur le groupe et son organisation.
À partir de là, il forme de nombreux élèves gradés qui, à leur tour, commencent à donner des cours dans différents lieux de la ville de Goiânia, créant chacun ainsi leur propre groupe de capoeira. La croissance exponentielle qui s'ensuivit est telle qu'en quelques années, l'entité Anglo-Regional est fractionnée en de multiples sous-groupes, rassemblant un nombre élevé d'élèves, mais sans unité d'identité, de philosophie et de fonctionnement.

### Création du Groupe

Sigle du groupe Candeias. Les initiales GYN sont les initiales de la ville de Goiânia.

Le Mestre Suino amorce un véritable travail d'unification avec l'ensemble des professeurs afin de créer une identité commune autour de fondements philosophiques, de la création d'un système d'enseignements et de la définition d'un ensemble de styles, de techniques et de didactiques.
Pour cela, il se rapproche et s’inspire du travail déjà développé par des grands mestres de l'époque, tels que João Pequeno, Suassuna, Itapoan, Ezequiel, Canjiquinha, Paulo dos Anjos, Zulu, pour ne citer qu'eux, qu'il invite à Goiânia afin d'échanger sur leurs travaux et enrichir son propre travail.
En 1991, lors d'un concours interne, le nom Candeias est adopté et rassemble l'ensemble des sous-groupes de l'entité anglo-régionale. Dans le même temps, Mestre Suino est officiellement désigné président du groupe par l'ensemble des professeurs et mestres présents. Dès 1992 apparaît une unité de pratique, de sigle et d'uniforme.
Dès lors, le groupe Candeias, déjà reconnu pour la qualité de ses professeurs et de ses capoeiristes qui voyagent beaucoup et remportent de nombreux championnats (au vu des possibilités qui s'offraient à eux à l'époque, Goiânia étant une ville du centre du Brésil d'où il était difficile de voyager à coût accessible), voit sa renommée se fortifier et s'étendre dans la communauté capoeiristique.

### Le nom Candeias
Ce nom qui signifie en portugais lumière ou lueur est inspiré d'un appareil que les esclaves utilisaient, une sorte de lanterne - ou candélabre - pour éclairer les maisons, les terreiros en portugais, à l'époque de leur captivité. Il représente un symbole fort dans sa référence historique au temps de l'esclavagisme, mais il a également été choisi pour son aspect métaphorique : illuminer le chemin, amener la lumière, pour un avenir chargé de promesses.

## Aujourd’hui
Depuis la création du groupe, de nombreux capoeiristes formés au Brésil ont émigré pour diffuser leur enseignement. Aujourd’hui le groupe est présent dans de nombreux pays et compte plus de 10 000 capoeiristes. En dehors du Brésil, on trouve des groupes Candeias en Amérique latine, aux États-Unis et en Europe.

### Brésil

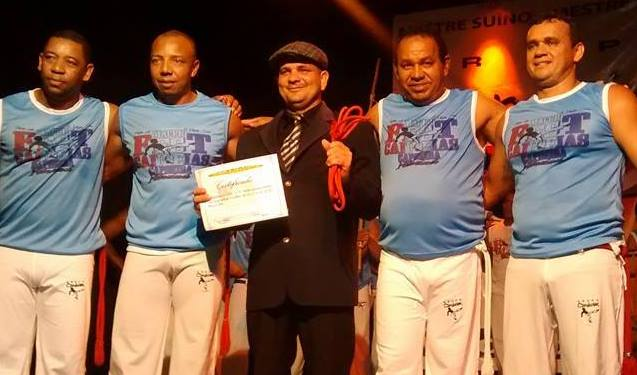
de gauche à droite : Mestre Xeréu, Mestre Senzala, Mestre Lula, Mestre Suino, Mestre Babuino

- Goias : Mestre Suino et de nombreux autres mestres, contra-mestres et professeurs (dont les Mestres Xereu, Soneca, Cabeça, Senzala, Gueroba et Tourinho) à Goiânia.
- District Fédéral : Mestre Biliu à Brasilia.
- Mato-Grosso : Mestre Sarara et de nombreux autres professeurs à Cuiabà.
- Rondônia : Mestre Xoroquinho à Porto Velho.
- Acre : Contra-Mestre Saci à Rio Branco.
- Paraiba : Professor Abimael à Fagundes.
- Pernambouc : Meste Babuino à Recife.
- Parana : Professora Janaina à Paranagua.
- Tocantins : Contra-Mestra Vivian à Palmas.
- São Paulo : Professor Jaïr à Osasco.

### Amérique Latine
- Équateur : Professor Rap à Quito.
- Colombie : Professor Executivo à Bogota.
- Pérou : Contra-Mestre Javali à Lima.
- Argentine : Instrutor Grosso à Buenos Aires // Instrutor Rikki à Córdoba // Instrutor Nico
- Bolivie : Instrutor Ronald à la Paz.
- Paraguay : Graduado Bamba

### États-Unis
- Virginie / Washington DC : Instrutor Canchan à Alexandria et Washington DC.
- Washington (État) : Instrutor Fabricio à Seattle.

### Europe

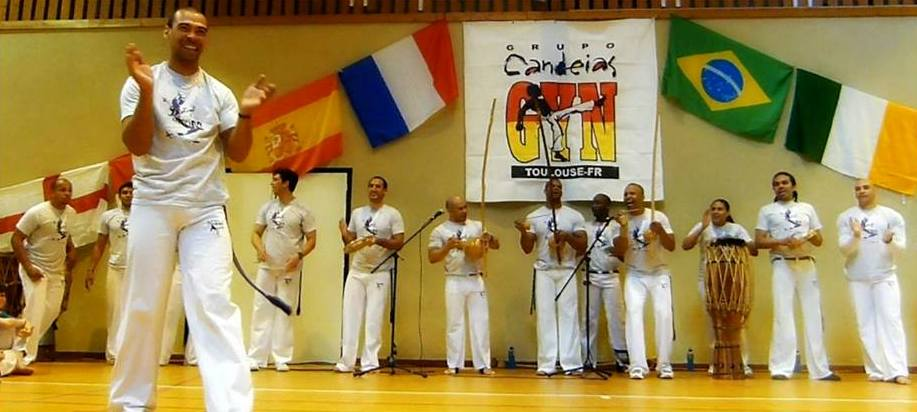
1er plan : Le Mestre Molejo - 2nd plan (de gauche à droite) : Instruto Açai, Professor Pingo, Graduado Broca, Instrutor Tucano, Contra-Mestre Sazuki, Contra-Mestre Alex (groupe Capoeiragem), Professor Cara de Peixe (groupe Senzala), Contra-Mestre Irmaozinho, Professora Lorena, Instrutor Antonio, Instrutor Golias

- France : Mestre Molejo à Toulouse // Contra-Mestre Tucano et Contra-Mestra Lorena à Bayonne.
- Belgique : Professor Golias dans le Limbourg.
- Italie : Professor Caxixi à Verona.
- Espagne : Contra-Mestre Stanly, Professora Paula et Contra-Mestre Thiaguinho à Valence.
- Royaume-Uni : Contra-Mestre Pantanal à Londres.
- Irlande : Mestre Piau à Dublin // Mestre Mola à Galway // Contra Mestre Gaucho à Cork // Contra-Mestre Xerox à Cork // Professor Pele à Dublin.
- Allemagne : Contra-Mestre Açai à Passau.

## Les Mestres du groupe
À ce jour le Groupe Candeias est composé de douze mestres, dont une femme, la première de l'histoire du groupe : la Contra-Mestre Iuna, reconnue dans le milieu capoeiristique notamment pour ses qualités de chanteuse, dont la corde de Mestre fut remise en juillet 2015 à Goiânia par le Mestre Suino.

### Le Mestre Suino
Le Mestre Suino est né le 4 juin 1963 dans l’état de Goiás, dans la ville agricole de Santa Helena de Goiás. Il emménage à Goiânia très jeune, où il commence la capoeira à 14 ans, au SESC. Il devient rapidement un excellent technicien et remporte de nombreux championnats. Il s’intéresse très vite aux travaux des autres Mestres et se rapproche notamment de Mestre Suassuna. Jeune, il a également l'opportunité de rencontrer Mestre Bimba qui finit sa vie à Goiânia, sans avoir l'occasion de pratiquer la capoeira avec lui. En 1981, il n'est pas âgé de 20 ans qu'il assure déjà l'intérim de la présidence du Groupe Anglo-Regional et permet la création du groupe Candeias. Formé à l'université de Goiânia (maîtrise en éducation physique scolaire), il développe un travail de recherche sur la capoeira en plus de ses fonctions d'enseignant et de président du Groupe. Il développe également plusieurs projets sociaux au Brésil. Capoeiriste et Mestre internationalement reconnu pour ses connaissances et sa philosophie, il voyage beaucoup, au sein des différents groupes Candeias comme dans d'autres groupes où il est régulièrement invité à partager son savoir. Il a publié plusieurs ouvrages consacrés à la capoeira :
- Fundamentos da Capoeira,
- No caminho do Mestre,
- No caminho da Malicia,
- Capoeira e Religiao,
- No Caminho da Excelência,
- Capoeiristas de Cristo,
- A história da Capoeira de Goiás contada por seus pioneiros (en collaboration avec Mestre Osvaldo et Mestre Sabú).

Il a également enregistré plusieurs CD.

## Fonctionnement du groupe Candeias

### Philosophie
Le groupe Candeias a pour objectif de former des capoeiristes les plus complets possible :
- d'un point de vue technique :
  - développer ses qualités physiques : endurance, souplesse, agilité, force, vitesse, équilibre, coordination,
  - maîtriser un ensemble de techniques, styles et savoirs propres à la capoeira (voir fondamentaux);
- d'un point de vue théorique :
  - acquérir des connaissances sur la capoeira, (voir fondamentaux);
- d'un point de vue humain : 
  - humilité, éthique, respect,
  - épanouissement personnel, bien-être psychologique;
- d'un point de vue social :
  - encourager les élèves à poursuivre leurs études, à s'impliquer professionnellement, ou dans leur communauté.

### Fondamentaux
Il s'agit du programme contenant l'ensemble des éléments fondamentaux qu'un capoeiriste devra apprendre à maîtriser tout au long de son évolution au sein du groupe : 
Fondamentaux historiques
- Origine et évolution de la Capoeira
- Histoire et évolution de la Capoeira Regional
- Biographie de grands Mestres du passé (Bimba, Pastinha et d’autres)
- Histoire et évolution de la capoeira Angola
- Histoire de la capoeira contemporaine
- Histoire et  évolution du Maculelê, Puxada de rede, Samba de roda et d’autres danses

Fondamentaux techniques
- Capoeira Regional (codes, mouvements, coups, roda)
- Capoeira Angola (codes, mouvements, coups, roda)
- Fondements contemporains (codes, mouvements, coups, roda)

Fondamentaux musicaux
- Sons et fonctions des instruments
- Les toques de berimbau
- Chants et leurs fonctions
- Particularité propres à l'Angola et la Regional
- Confection et origine des instruments

Fondamentaux pédagogiques
- Méthodes d'enseignement
- Plans de leçon, cours, batizado et événements
- Évaluation (technique, tactique, physique et psychologique)

### Graduation

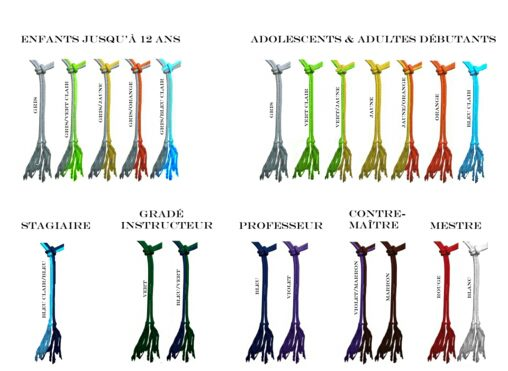
graduation (cordes) du groupe Candeias

La première corde du groupe Candeias est délivrée lors du batizado. La première année, les capoeiristes débutants s’entraînent donc sans corde. Ensuite, les grades se passent généralement d'année en année, sans qu’ils soient sous-tendus par un passage d'examen ou encore définis par des critères particuliers comme c'est le cas dans de nombreux autres groupes de capoeira. Il s'agit simplement d'un choix qu'un professeur fait par rapport à son élève.
Il existe plusieurs types de cordes dans le groupe Candeias :
- 5 cordes (grise / vert-grise / jaune-grise/ orange-grise / turquoise-grise) pour les enfants jusqu’à 12 ans, après quoi ils intègrent un grade d'adulte (généralement une corde d'élève, en fonction de leur niveau).
- 7 cordes (grise / verte / jaune-verte / jaune / orange-jaune / orange / turquoise) pour les élèves adultes, considérés comme débutants même s’ils pratiquent depuis de nombreuses années dans la mesure où ils n'ont pas de graduation officielle.
- 8 cordes pour les gradés, c'est-à-dire des capoeiristes confirmés, considérés et reconnus par la communauté capoeiristique. Les premières sont celles de graduado (élève gradé, vert foncé) puis d'instructor (instructeur, vert foncé-bleue) c'est à partir de ce moment que le capoeiriste commence à développer son propre travail, notamment en donnant des cours. Viennent ensuite deux cordes (bleue puis violette) de professor (professeur) puis celles (violette-marron / marron) de contra-mestre (contremaître) avant d'arriver au grade de mestre (rouge). La corde blanche est celle du Mestre Président du groupe, en l’occurrence Mestre Suino.
- Une corde particulière, la turquoise-bleue d'estagiaro (stagiaire) pour les capoeiristes qui intègrent Candeias en ayant commencé leur formation dans un autre groupe : ils gardent cette corde deux ans avant de se voir attribuer un grade.